# Mesodon andrewsae
Mesodon andrewsae är en snäckart som beskrevs av W. G. Binney 1879. Mesodon andrewsae ingår i släktet Mesodon och familjen Polygyridae. Inga underarter finns listade i Catalogue of Life.